# Montanel
Montanel era una comuna francesa situada en el departamento de Mancha, de la región de Mondongo, que el uno de enero de 2017 pasó a ser una comuna delegada de la comuna nueva de Saint-James al fusionarse con las comunas de Argouges, Carnet, La Croix-Avranchin, Saint-James, Vergoncey y Villiers-le-Pré.

## Demografía
| Gráfica de evolución demográfica de Montanel entre 1800 y 2014 |
|                                                                |

Los datos demográficos contemplados en este gráfico de la comuna de Montanel se han cogido de 1800 a 1999 de la página francesa EHESS/Cassini, y los demás datos de la página del INSEE.